# Михальки
Михальки (біл. Міхалькі) — агромістечко в Довголіській сільраді Гомельського району Гомельської області Білорусі.

## Географія

### Розташування
У 28 км від залізничної станції Прибор (на лінії Калинковичі — Гомель), в 30 км на південний захід від Гомеля. 
На заході межує з лісом.

## Гідрографія
На сході та півночі меліоративні канали, з'єднані з річкою Дніпро.

## Транспортна мережа
Автодорога Калинковичі — Гомель. 
В агромістечку ходить рейсовий автобус з автовокзалу Гомеля. Планування складається з прямолінійної вулиці, орієнтованої з південного сходу на північний захід, до якої зі сходу приєднується коротка вулиця. 
Забудова дерев'яна, садибного типу. 
Частину агромістечка займає зведена в 1987 — 1990 роках нова цегляна забудова (100 будинків котеджного типу), де розмістилися переселенці з Корм'янського району, забрудненого радіацією в результаті катастрофи на Чорнобильській АЕС.

## Історія

### У складі Великого князівства Литовського
За письмовими джерелами відоме з XVI століття як хутір в Речицькому повіті Мінського воєводства Великого князівства Литовського. Вперше згадується в 1526 — 1531 роках в матеріалах про уточнення меж між ВКЛ і Чернігівським князівством.

### У складі Російської імперії
Після Першого поділу Речі Посполитої (1772) — в складі Російської імперії. 
Господиня маєтку Михальки поміщиця Володькович володіла в 1853 році 14 384 десятинами землі, питним будинком, вітряком, винокурним і цегляним заводами. Пізніше маєтком володіла поміщиця Хом'яновська. У 1876 році почав роботу цукровий завод. 
Згідно з переписом 1897 року розташовувалися: школа грамоти, хлібозаготівельний магазин, кузня, винна лавка, трактир. Агромістечко входило в Дятловицьку волость Гомельського повіту Могильовської губернії. Діяло народне училище (в 1907 — 62 учні).

### У складі БРСР (СРСР)
У 1926 році працювали поштовий пункт, початкова школа, хата-читальня. З 8 грудня 1926 року по 16 травня 1957 року центр Михальковської сільради Дятловицького, з 4 серпня 1927 року Гомельського районів Гомельського округу (до 26 липня 1930 року) з 20 лютого 1938 року Гомельської області. У 1930 році організований колгосп «Перше Серпня», працювали кузня і шерсточесальня.

#### Німецько-радянська війна
Під час німецько-радянської війни з серпня 1941 до червня 1942 року діяло патріотичне підпілля під керівництвом Морозова, Матвєєнко і Бурого. Підпільники мали зв'язок з Гомельським підпіллям. Патріоти спалили 11 мостів, підірвали автомашину, знищили 12 км телефонного зв'язку, 11 німецьких солдатів. Німецькі окупанти заарештували 20 підпільників. У листопаді 1943 року німецькі карателі спалили 58 дворів і вбили 19 жителів. 68 жителів загинули на фронті.
У 1948 році початкова школа перетворена в семирічну. У 1959 році центр радгоспу «Мирний». Розташовані дев'ятирічна школа, Будинок культури, бібліотека, дитячий сад, фельдшерсько-акушерський пункт, відділення зв'язку, їдальня, 2 магазини, баня.

## Населення

### Чисельність
- 2009 — 530 жителів.